# Phulwari
Phulwari (nep. फुलबारी) – gaun wikas samiti w zachodniej części Nepalu w strefie Seti w dystrykcie Kailali. Według nepalskiego spisu powszechnego z 2001 roku liczył on 3226 gospodarstw domowych i 19020 mieszkańców (9411 kobiet i 9609 mężczyzn).